# Paulo Antônio de Souza Mourão
Paulo Antônio de Souza Mourão (23 de junho de 1951) é um pesquisador brasileiro, membro titular da Academia Brasileira de Ciências na área de Ciências Biomédicas desde 29 de março de 1995.
Foi condecorado com a comenda da Ordem Nacional do Mérito Científico.